# Resolució 1968 del Consell de Seguretat de les Nacions Unides
La Resolució 1968 del Consell de Seguretat de les Nacions Unides fou adoptada per unanimitat el 16 de febrer de 2011. Després de recordar les resolucions anteriors sobre la situació a Costa d'Ivori, incloses les resolucions 1933 (2010), 1942 (2010), 1946 (2010), 1951 (2010), 1962 (2010) i 1967 (2011), el Consell va ampliar el desplegament de tropes de la Missió de les Nacions Unides a Libèria (UNMIL) a l'Operació de les Nacions Unides a Costa d'Ivori (UNOCI) durant tres mesos més.
El Consell va recordar els acords de cooperació entre missions esbossats en les resolucions 1609 (2005) i 1938 (2010). Al mateix temps, també va reiterar que podria autoritzar al Secretari General Ban Ki-moon a enviar tropes addicionals si calgués.
Actuant sota el Capítol VII de la Carta de les Nacions Unides, el Consell va autoritzar la redistribució temporal de la UNMIL a la UNOCI de tres companyies d'infanteria, una unitat d'aviació i cinc helicòpters durant tres mesos més. També va instar el suport de la policia i els països que aporten contingents a aquest respecte.
La resolució va ser adoptada enmig de la crisi política a Costa d'Ivori, amb Laurent Gbagbo i Alassane Ouattara, ambdós instaurats com a presidents.